# Deutscher Patriotenbund

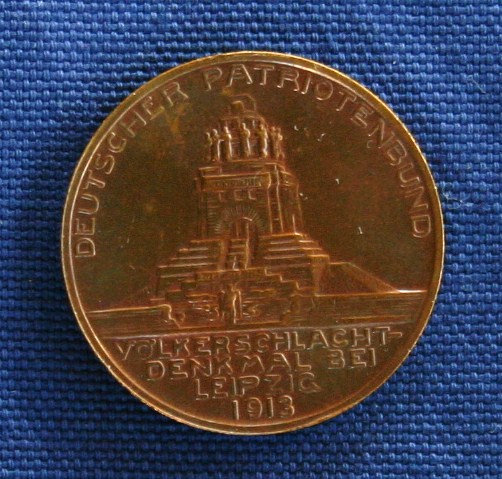
Medaille des Deutschen Patriotenbundes von 1913 zur Eröffnung des Völkerschlachtdenkmals in Leipzig

Der Deutsche Patriotenbund zur Errichtung eines Völkerschlachtdenkmals bei Leipzig ist ein am 26. April 1894 vom Architekten Clemens Thieme gegründeter Verein, der sicherstellen sollte, dass das Völkerschlachtdenkmal in Leipzig errichtet wurde.

## Entstehungsgeschichte
Die Völkerschlacht bei Leipzig, die als das Ende der Befreiungskriege gilt, galt mit über 520.000 beteiligten Soldaten im 19. Jahrhundert als die größte Schlacht der Weltgeschichte. Schon zur 50-Jahr-Feier am 19. Oktober 1863 wurden unter großem öffentlichem Interesse zwei Fundamentplatten zur Errichtung eines Völkerschlachtdenkmals gelegt. Die Position befand sich ca. 800 Meter nördlich des heutigen Standorts. Doch die Begeisterung ebbte mangels genauer Planung und ausreichender Mittel ab, und erst die Gründung des Deutschen Patriotenbundes am 26. April 1894 stellte die Umsetzung sicher.

## Aufgaben
Thieme wollte mit der Bundgründung die Mittel aller nationalen Vereinigungen und Vereine bündeln, um den Denkmalsbau schließlich umzusetzen und Werbung dafür zu betreiben. Der Vorstand setzte sich aus Vertretern der Turn-, Militär-, Sänger- und Schützenvereine und einem Vertreter der bürgerlichen Presse zusammen. Diese breite thematische Streuung ermöglichte eine große Reichweite im gesamten Deutschen Reich. Schon ein Jahr nach der Gründung zählte der Bund 45.000 Mitglieder. Hauptaufgabe war die Ansammlung von Spenden. Obwohl letztendlich nicht ausschließlich dadurch finanziert, bezeugte die schiere Anzahl an Mitgliedern, dass es ein nationales Interesse an der Umsetzung des Denkmals gab. Der Kontakt zu den immer zahlreicher werdenden Mitgliedern wurde über Veranstaltungen und Vorträge als auch über die zweimal im Monat erschienene Zeitung Mitteilungen des Deutschen Patrioten-Bundes gepflegt. Der erste Spatenstich zur Erbauung des Denkmals, das nach Plänen von Bruno Schmitz errichtet wurde, erfolgte schließlich am 18. Oktober 1898. Die weitere Finanzierung stellte die 1903 gegründete Lotterie sicher und ab 1909 kam der Erlös aus den Besichtigungen des noch nicht eingeweihten Völkerschlachtdenkmals dessen Fertigstellung zugute. Um diese Zeit hatte der Patriotenbund über 90.000 Mitglieder, von denen die engagiertesten in der Krypta des Denkmals in Porträts, die von namhaften Bildhauern gestaltet wurden, verewigt wurden. Der Name jedes weiteren Spenders, der mindestens 100 Goldmark spendete, ist in eine von mehreren Messingplatten, die sich ebenfalls in der Krypta befinden eingraviert.

## Nach der Fertigstellung
Als das Denkmal am 18. Oktober 1913, dem einhundertsten Jahrestag der Völkerschlacht, eingeweiht war, wurde der Verein in Deutscher Patriotenbund zur Erhaltung des Völkerschlachtdenkmals umbenannt und organisierte fortan Besichtigungen, den Andenkenverkauf und Gedenkkonzerte. 1949 erlosch der Verein.
Clemens Thieme wollte nach 1913 noch eine Kampfbahn am Denkmal errichten, wozu wiederum die finanziellen Mittel fehlten. Die Gründung eines zweiten Deutschen Patriotenbundes wurde am 27. Mai 1920 umgesetzt. Die Folgen der Inflation machten eine Ansammlung ausreichender finanzieller Mittel jedoch unmöglich und der Deutsche Patriotenbund zu Erbauung einer Kampfbahn wurde am 24. Oktober 1939 aufgelöst.
Zur gleichen Zeit wurde die vom Deutschen Patriotenbund 1920 gegründete Ruhegehalts-, Witwen-, Waisen- und Unterstützungskasse in Clemens Thieme Stiftung e. V. umbenannt.